# ヴァンヌOC
ヴァンヌ・オランピック・クルブ（Vannes Olympique Club (ブルトン語: Klub Olimpek Gwened)）は、フランス・ヴァンヌを本拠地とするサッカークラブチーム。
育成部門出身者としてディディエ・ドログバが有名であり、彼が2004年にチェルシーFCに移籍した際、45万ユーロをヴァンヌに寄付したとされる。これはヴァンヌの年間予算の1/2相当に当たる。

## 歴史
1998年、ヴェロス・ヴァヌテ（Véloce Vannetais）とFCヴァンヌ（FC Vannes）が合併して創設。ヴェロス・ヴァヌテは1892年に創設された歴史ある総合スポーツクラブ。一方、FCヴァンヌは、1946年に創設されたUCKヴァンヌを前身とし、FCへと名前を変更したのが1992年。共に主だったタイトルは獲得していなかった。
合併後のチームは5部からスタートし、2005年にフランス全国選手権（3部）、2008年にリーグ・ドゥ（2部）へ順調に昇格を果たした。2008-2009シーズンには初参加となったフランスリーグカップでリーグ・アン（1部）のチームを次々と下す躍進を見せ、決勝でボルドーに敗れたものの大きな驚きと賞賛をもって迎えられた。
2013-14シーズン、フランス全国選手権を降格圏である17位で終えると、財政面での縮小を余儀なくされたチームは、Division Supérieure Elite (7部)で新しいシーズンを迎えることとなった。
2020年に会長のマクシム・ライがシティ・フットボール・グループによるリーグ・ドゥのトロワAC買収の際に同クラブの少数株主となったのがきっかけで、2021年2月18日に同グループのパートナークラブとなった。

## タイトル

### 国内タイトル
なし

### 国際タイトル
なし

## 過去の成績
- 2005-2006　フランス全国選手権　12位
- 2006-2007　フランス全国選手権　16位
- 2007-2008　フランス全国選手権　01位　優勝　昇格
- 2008-2009　リーグ・ドゥ　10位
- 2009-2010　リーグ・ドゥ　14位
- 2010-2011　リーグ・ドゥ　18位　降格
- 2011-2012　フランス全国選手権　04位
- 2012-2013　フランス全国選手権　10位
- 2013-2014　フランス全国選手権　17位　降格

## 歴代監督
- Patrick Le Polotec (1998-2001)
- Denis Goave (2001-2002)
- ステファヌ・ル・ミニャン (2002-2012.12)
- ティエリ・フロジェ (2013.1-2014)